# Arisaema fargesii
Arisaema fargesii är en kallaväxtart som beskrevs av Samuel Buchet. Arisaema fargesii ingår i släktet Arisaema och familjen kallaväxter. Inga underarter finns listade.